# Angelina Beloff
Angelina Petrova Beloff (in russo Ангелина Петровна Белова?, Angelina Petrovna Belova; San Pietroburgo, 23 giugno 1879 – Città del Messico, 30 dicembre 1969) è stata un'artista russa celebre per essere stata la prima moglie di Diego Rivera.
Oltre a dipingere oli, acquerelli, incisioni, e guazzi, Beloff si cimentò in altre espressioni artistiche come la fotografia, le arti grafiche, e la creazione di marionette. I suoi principali maestri erano Matisse, Cézanne e Picasso.

## Biografia

### Formazione
Angelina Beloff nacque in una famiglia di intellettuali di San Pietroburgo nel 1879, durante l'epoca zarista. Nel 1905, periodo in cui la sua città natale era divenuta un punto di riferimento per gli artisti russi, Beloff iniziò gli studi presso la locale accademia. Su incoraggiamento dei professori, dopo la morte dei genitori, Beloff si trasferì a Parigi, un altro importantissimo fulcro artistico ove poté vivere grazie al supporto del governo russo e di un fondo fiduciario della famiglia. Nella capitale francese, Beloff poté affinare la sua abilità nella pittura e nel disegno, e apprese la tecnica dell'incisione su legno e metallo frequentando gli atelier di Matisse e Hermenegildo Anglada Camarasa. Sempre in questo periodo di formazione, l'artista ottenne i primi riconoscimenti, e lavorò come insegnante d'arte.

### Europa
Nel corso dei suoi soggiorni in Francia e Belgio, Beloff poté conoscere vari artisti messicani come Diego Rivera, con il quale entrò in contatto per la prima volta nel corso di un viaggio in compagnia di María Blanchard a Bruxelles. Dopo essere stata corteggiata da Rivera, Beloff lo sposò sul finire del 1909. I due ebbero un figlio, Miguel Ángel, morto per complicazioni polmonari quando aveva quattordici mesi. A causa del primo conflitto mondiale, Beloff e Rivera ebbero non pochi problemi a sostenersi economicamente, e cercarono di sbarcare il lunario svolgendo varie mansioni per far sì che Rivera potesse continuare la sua carriera di artista. Questa fase della vita di Beloff è documentata nel suo diario. Nel 1921, dopo la rivoluzione messicana, Rivera venne richiamato per dipingere in Messico da José Vasconcelos. Dal momento che non avevano abbastanza soldi, Beloff fu costretta a rimanere in Europa. I due divorziarono, e Rivera sposò Guadalupe Marín, ma continuò a sostenere economicamente l'ex moglie. Mentre viveva in Europa, Beloff entrò in contatto con altri messicani come David Alfaro Siqueiros, Adolfo Best Maugard, Ángel Zárraga, Roberto Montenegro, Alfonso Reyes e Germán Cueto, dipinse ritratti di famosi uomini messicani che vivevano nella capitale francese, ed espose a le Tullerías, le Independentes e altre gallerie.

### Messico
Nel 1932, Beloff andò a vivere in Messico. Si dedicò con maggiore decisione alla creazione di opere d'arte, lavorò come insegnante di disegno e incisione per scuole e laboratori per conto della Secretaría de Educación Pública, ed esibì le sue creazioni presso la Galería de Arte Mexicano e il Salón de la Plástica Mexicana. Negli anni trenta e quaranta fu anche membro della Liga de Escritores y Artistas Revolucionarios, della Sociedad Mexicana de Grabadores, della Galería Espira, della Sociedad para el Impulso de las Arts Plásticas, e del Salón de las Plástica Mexicana.

### Morte
Beloff morì a Città del Messico il 30 dicembre 1969, all'età di 90 anni.
Le sue opere sono oggi conservate in musei di Città del Messico quali il MAM, il MUNAL e il Museo Dolores Olmedo.